# Kerlaz
Kerlaz es una comuna francesa situada en el departamento de Finisterre, en la región de Bretaña.

## Demografía
| 609 | 567 | 513 | 614 | 729 | 803 | 782 |
| Para los censos de 1962 a 1999 la población legal corresponde a la población sin duplicidades (Fuente: INSEE [Consultar]) |     |     |     |     |     |     |